# Гаявассі (Джорджія)
Гаявассі (англ. Hiawassee) — місто (англ. town) в США, в окрузі Таунс штату Джорджія. Населення — 981 особа (2020).

## Географія
Гаявассі розташоване за координатами 34°56′46″ пн. ш. 83°44′47″ зх. д. / 34.94611° пн. ш. 83.74639° зх. д. (34.946197, -83.746341).  За даними Бюро перепису населення США в 2010 році місто мало площу 5,45 км², з яких 4,30 км² — суходіл та 1,15 км² — водойми.

## Демографія
Згідно з переписом 2010 року, у місті мешкало 880 осіб у 456 домогосподарствах у складі 203 родин. Густота населення становила 162 особи/км².  Було 744 помешкання (137/км²).
Расовий склад населення:
| - 96,8 % — білих - 1,3 % — азіатів - 0,3 % — чорних або афроамериканців - 0,1 % — корінних американців |

До двох чи більше рас належало 0,6 %. Частка іспаномовних становила 2,7 % від усіх жителів.
За віковим діапазоном населення розподілялося таким чином: 9,4 % — особи молодші 18 років, 34,1 % — особи у віці 18—64 років, 56,5 % — особи у віці 65 років та старші. Медіана віку мешканця становила 68,2 року. На 100 осіб жіночої статі у місті припадало 66,0 чоловіків;  на 100 жінок у віці від 18 років та старших — 64,0 чоловіків також старших 18 років.
Середній дохід на одне домашнє господарство  становив 44 292 долари США (медіана — 29 663), а середній дохід на одну сім'ю — 73 580 доларів (медіана — 58 750). За межею бідності перебувало 32,8 % осіб, у тому числі 44,8 % дітей у віці до 18 років та 9,6 % осіб у віці 65 років та старших.
Цивільне працевлаштоване населення становило 310 осіб. Основні галузі зайнятості: освіта, охорона здоров'я та соціальна допомога — 20,6 %, роздрібна торгівля — 17,7 %, мистецтво, розваги та відпочинок — 17,4 %.